# 幸運な宇宙
『幸運な宇宙』（こううんなうちゅう）はアリゾナ州立大学物理学教授ポール・デイヴィス (1946 - ) の著作。 
2006年に英国でペンギンブックスから出版された。
原題は "The Goldilocks enigma - Why is the universe just right for life?"
（ゴルディロックスの謎－なぜ宇宙は生命に適しているのか）である。ゴルディロックスとはイギリスの童話の主人公。彼女は熊の家に迷い込み、ちょうどできていた適温のスープにありついた。
2007年にCosmic Jackpot（宇宙の大当たり）の題で米国Houghton Mifflin社からも出版された。 
日本では2008年に日経BP社が、吉田三知世訳で出版した。
主題は微調整された宇宙の問題だが、それ以外の宇宙論の入門にもなっている。

## 各章の概要

### まえがきと謝辞
1974年にブランドン・カーターは、もし物理法則が今と違っていたら、生物が誕生することは不可能だったと論じた。

### 1 いくつかの重大な疑問
原子から銀河に至るさまざまな性質が、どれかひとつでも違っていたなら、生物が存在する可能性は、ほとんど皆無だったろう。

### 2 宇宙についてわかっていること
宇宙は137億年前に高温のビッグバンで始まった。

### 3 宇宙はどのように始まったか
永久インフレーション理論では、わたしたちの宇宙は、より広大な「超構造」のなかに存在する「泡」のひとつに過ぎない。

### 4 宇宙は何でできているのか、そして、宇宙全体が一体に保たれているのはなぜか
素粒子物理学の標準模型は、電弱力と、強い核力の理論を記述する。

### 5 完全な統一理論の魅力
粒子と、すべての力の統合は、すべての粒子を10次元時空のなかで運動している小さな弦として扱うことによって達成される。

### 6 宇宙のダークフォース
宇宙の質量の大部分はダークエネルギーの形をしているようだ。これは宇宙の膨張を徐々に加速している。

### 7 生物に適した宇宙
自然界の四つの力や、素粒子の質量が異なると、宇宙に生物が存在することが困難になってしまう。

### 8 多宇宙（マルチバース）は宇宙の謎を解決するのか？
わたしたちの宇宙は、広大な、多宇宙と呼ばれる系の小さな一部なのかもしれない。

### 9 インテリジェント・デザインとあまりインテリジェントでないデザイン
多宇宙があるとしても、それを設計したのは誰なのか？と、疑問は無限に続く。

### 10 どうして存在するのか？
宇宙は自らの法則を自ら作ってきたとは考えられないだろうか。